# آلة صنع الفشار

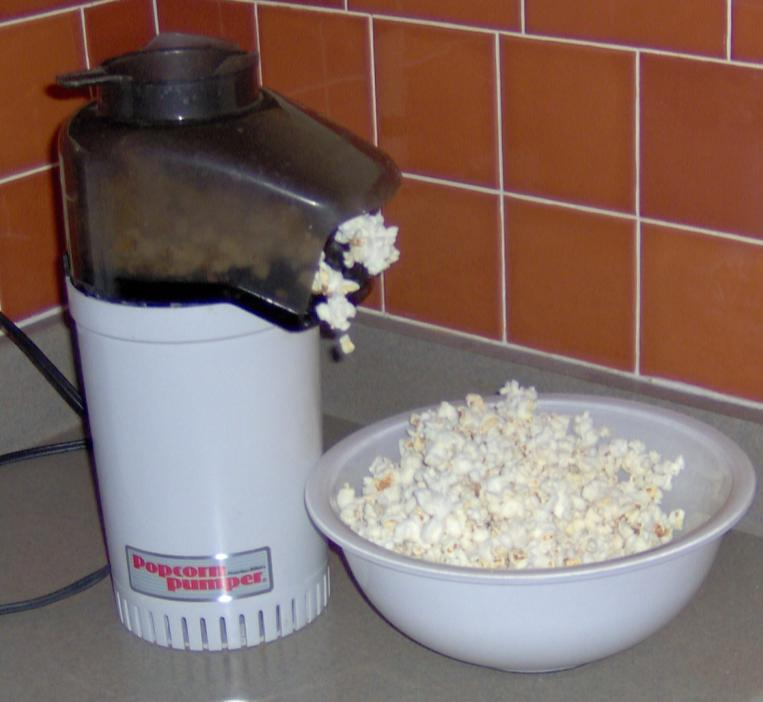
آلة منزلية لصنع الفشار باستخدام الهواء الساخن

آلة صنع الفشار (وتُعرف أيضًا باسم ماكينة الفشار) هي آلة تُستخدم لتفجير الذرة وتحويلها إلى فشار. يُعد الفشار وجبة خفيفة مشهورة منذ العصور القديمة، ويتم إنتاجه عبر التمدد الانفجاري لحبوب الذرة عند تسخينها. وقد اخترع تشارلز كريتورز أولى آلات الفشار التجارية على نطاق واسع في أواخر القرن التاسع عشر. كما توجد العديد من الطرق المنزلية صغيرة النطاق لصنع الفشار.
توجد آلات الفشار التجارية بكثرة في دور السينما والمهرجانات، حيث يتم إنتاج الفشار في مقلاة تحتوي على زيت ساخن، مما يجعل حوالي 45% من السعرات الحرارية للفشار ناتجة عن الدهون. وقد ظهرت آلات الفشار المنزلية التي تعتمد على الهواء الساخن في أواخر سبعينيات القرن العشرين، وتنتج فشارًا يحتوي على حوالي 5% فقط من السعرات الحرارية الناتجة عن الدهون.[بحاجة لمصدر]
أما الغالبية العظمى من الفشار الذي يُباع للاستهلاك المنزلي حاليًا، فيُعبأ في أكياس فشار ميكروويف تُستخدم في أفران الميكروويف. ونتيجة لذلك، فقد انخفضت شعبية آلات الفشار المنزلية بشكل كبير خلال العقود الأخيرة.

## كيف تعمل آلة صنع الفشار الكهربائية المنزلية
آلة صنع الفشار الكهربائية المنزلية تعمل بواسطة الهواء الساخن لتحويل حبوب الذرة إلى فشار، دون الحاجة إلى استخدام الزيت. وتُعد هذه الآلات سهلة الاستخدام والتنظيف، مما يجعلها مناسبة للاستخدام المنزلي وأحيانًا التجاري الصغير.

### خطوات الاستخدام
1. تحضير الآلة: افتح الغطاء الشفاف وضع كمية مناسبة من حبات الذرة داخل الآلة. يُفضل عدم إضافة نكهات أو مواد إضافية أثناء التشغيل.
2. تشغيل الآلة: أغلق الغطاء جيدًا، ثم شغّل الجهاز باستخدام زر التشغيل. ستبدأ الحبوب في الانفجار تدريجيًا إلى فشار.
3. إيقاف التشغيل: عندما يتوقف صوت انفجار الحبوب، أوقف تشغيل الجهاز مباشرةً لتفادي احتراق الحبوب أو تلف الآلة.
4. إضافة النكهات: بعد التفريغ، يمكن إضافة نكهات حسب الرغبة مثل الزبدة المذابة، الملح، التوابل أو السكر.

تُعد هذه الطريقة صحية نسبيًا لعدم احتوائها على دهون مضافة خلال عملية التفجير، وتُفضل لدى المهتمين بالتغذية الصحية.

## التاريخ

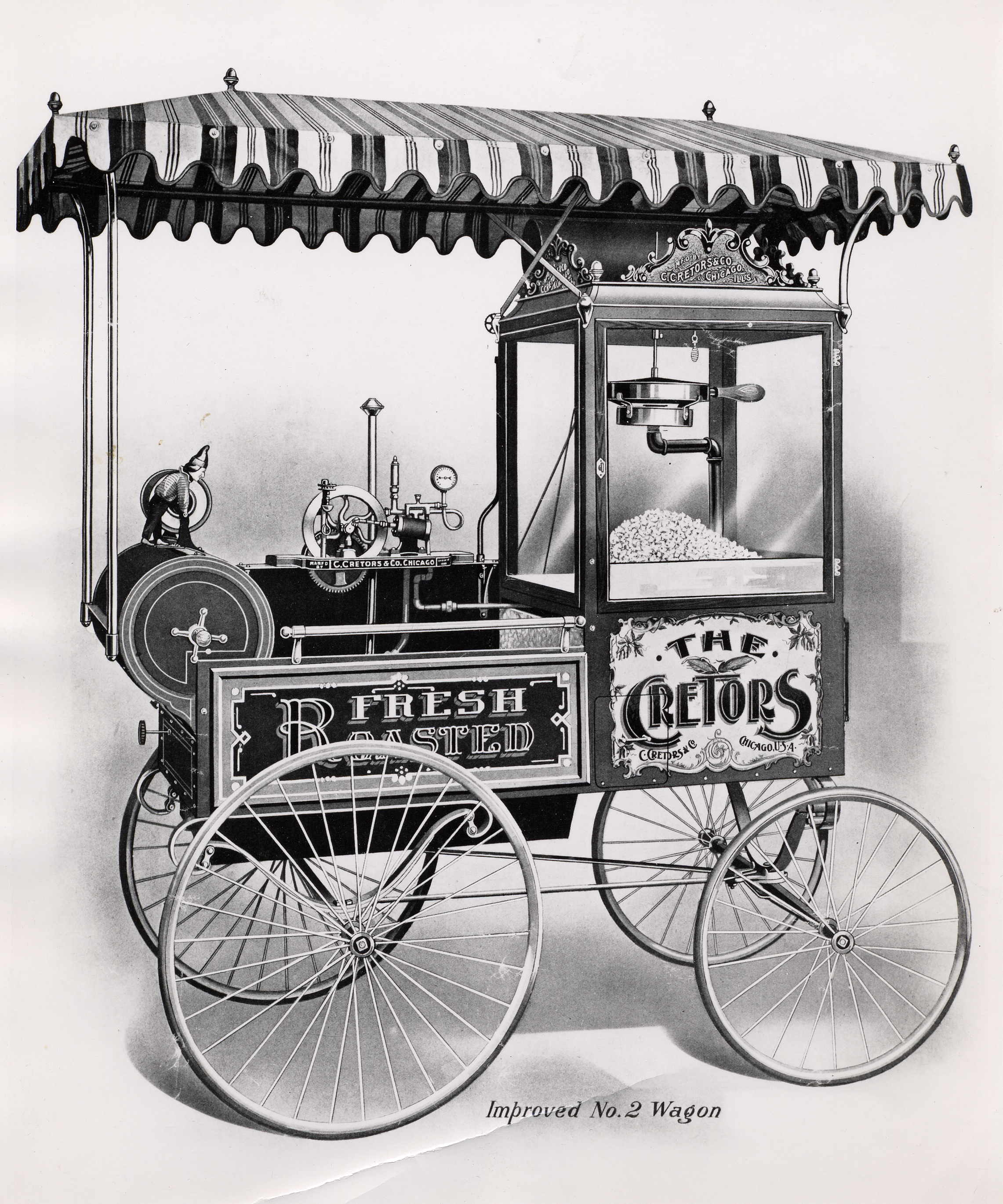
آلة فشار متنقلة في عربة في الشارع، اخترعها تشارلز كريتورز في شيكاغو خلال ثمانينيات القرن التاسع عشر

### عربة الفشار
سافر تشارلز كريتورز في منطقة الغرب الأوسط للولايات المتحدة، واستقر في فورت سكوت، كانساس، ثم في ديكاتور، إلينوي. عمل في مجال الطلاء والمقاولات، ثم افتتح لاحقًا مخبزًا، ومن بعده محلًا للحلويات. وسعيًا لتوسيع عروضه في محل الحلويات، اشترى آلة لتحميص الفول السوداني، وأعاد تصميمها لتحسين أدائها. كانت تُشغَّل بواسطة محرك بخاري صغير، وكانت أول آلة تحميص فول سوداني مؤتمتة.
في عام 1885، انتقل مع عائلته إلى شيكاغو للتركيز على بيع الآلة. ولتجربتها وكسب المال، اشترى كريتورز ترخيصًا كبائع متجول ووضع الآلة على رصيف أمام متجره. ويُعد تاريخ الترخيص، 2 ديسمبر 1885، بداية تأسيس شركة C. Cretors & Company. وقد عرض عليه بائع متجول يُدعى J.M. Savage بيع الآلة في منطقته، ليصبح أول مندوب مبيعات للشركة. كانت آلات كريتورز مؤتمتة، ما جعل تشغيلها أكثر قابلية للتنبؤ. كما أن وجود محرك بخاري ودمية ميكانيكية صغيرة تُدعى "توسي روستي مان" كانت تجذب المارة، مما زاد من شعبية الآلة.
بحلول عام 1893، طوّر كريتورز آلة بخارية قادرة على تحميص 12 رطلًا من الفول السوداني و20 رطلًا من القهوة، بالإضافة إلى صنع الفشار وخَبز الكستناء. ونظرًا لتزايد شعبية الفشار كوجبة خفيفة، أعاد كريتورز تصميم آلته لتجمع بين تحميص الفول السوداني وصنع الفشار في آنٍ واحد. وكانت أول آلة مؤتمتة تصنع الفشار بطريقة متجانسة في توابلها، مما ضمن منتجًا ثابت الجودة. تقدم كريتورز بطلب للحصول على براءة اختراع لهذه الآلة في 10 أغسطس 1891، وحصل على براءة الاختراع الأمريكية رقم 506,207 في 10 أكتوبر 1893.
عرض كريتورز آلته الجديدة — وهي عربة فشار مدمجة مع محمصة فول سوداني — في منتصف المعرض الكولومبي في شيكاغو عام 1893، وقدم المنتج الجديد للجمهور من خلال هذه الآلة الحديثة.

### مدفع الفشار

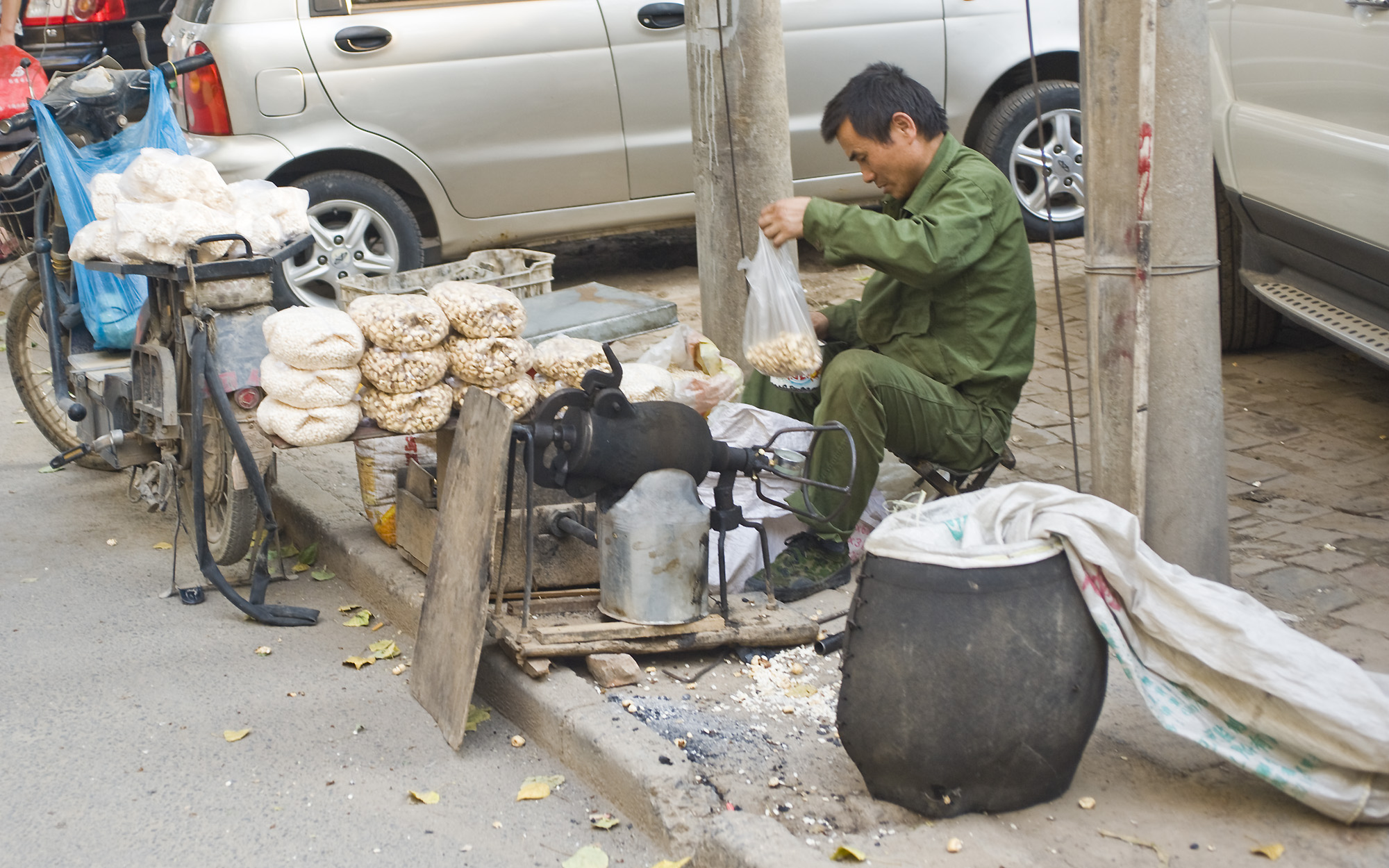
مدفع فشار يُستخدم في تاييوان، الصين

مدفع الفشار، ويُعرف أيضًا باسم «آلة الفشار الصينية»، هو أسلوب تقليدي وقديم لصنع الفشار في آسيا، خاصةً في الصين خلال أواخر القرن العشرين. يتكون الجهاز من وعاء على شكل قطرة ماء يمكنه احتواء أنواع مختلفة من الحبوب، ويُسخن لتتراكم فيه الضغط. وعند فتح الرافعة، يدخل الهواء فجأة، مما يؤدي إلى تمدد الحبوب وانفجارها إلى الخارج.
رغم أن هذا الجهاز غالبًا ما يُربط بالصين في وسائل الإعلام الشعبية، فإن أصل هذه التقنية غير مؤكد ويخضع للنقاش.
بحسب الباحثة شياومنغ ليو من جامعة هونغ كونغ، ووسائل الإعلام الصينية، فإن أول نسخة من مدفع الفشار اخترعها عالم النبات الأمريكي ألكسندر أندرسون في عام 1901، حيث أجرى تجارب على تسخين نشا الذرة داخل الزجاج، ومن ثم طور جهازًا لتفجير الحبوب. تم عرض اختراعه في معرض سانت لويس العالمي عام 1904، واستخدم الجهاز لاحقًا في تفجير الأرز، واشترته شركة كويكر أوتس لإنتاج أرز منتفخ كحبوب فطور.
كان اختراع أندرسون مخصصًا للاستخدام الصناعي، وبالتالي لم يكن مناسبًا للبائعين المتجولين. ويُعتقد أن التكنولوجيا انتقلت إلى دول أوروبية خلال الحرب العالمية الأولى لتحسين حفظ الأغذية في ظروف صعبة. وفي أربعينيات القرن العشرين، صممت يوشيمورا توشيكو (吉村利子) جهازًا محمولًا لتفجير الحبوب يُعرف باسم "بونغاشي كي" (ポン菓子機) مستوحى من استخدام الألمان لمدافع قديمة في نفس الغرض.
ومع ذلك، فإن اختراعها لا علاقة له بمدفع الفشار الصيني الذي اشتهر في أواخر القرن العشرين، إذ تم توثيق استخدام هذا الجهاز في الصين منذ ثلاثينيات القرن العشرين، وصُوّر في عام 1938 على يد الزوجين المبشرين الاسكتلنديين إيان ورايتشل موريسون، أي قبل سنوات من اكتمال اختراع يوشيمورا. ولا يُعرف كيف تم إدخال مدافع الفشار المحمولة إلى الصين خلال ثلاثينيات القرن العشرين، ولا مدى انتشارها حينها. وتُظهر صورة أخرى من الصين آلة فشار تحت فحص ضابط أمريكي في مصنع تموين عسكري في تشونغتشينغ.
ومع إدخال آلات مماثلة إلى كوريا الجنوبية من قبل الولايات المتحدة في خمسينيات القرن العشرين، افترضت الباحثة شياومنغ ليو أن مدفع الفشار المحمول قد يكون اختراعًا أمريكيًا نُقل لاحقًا إلى دول شرق آسيا. غير أن هذه الفرضية لا تستند إلى دليل قاطع.

## الأنواع

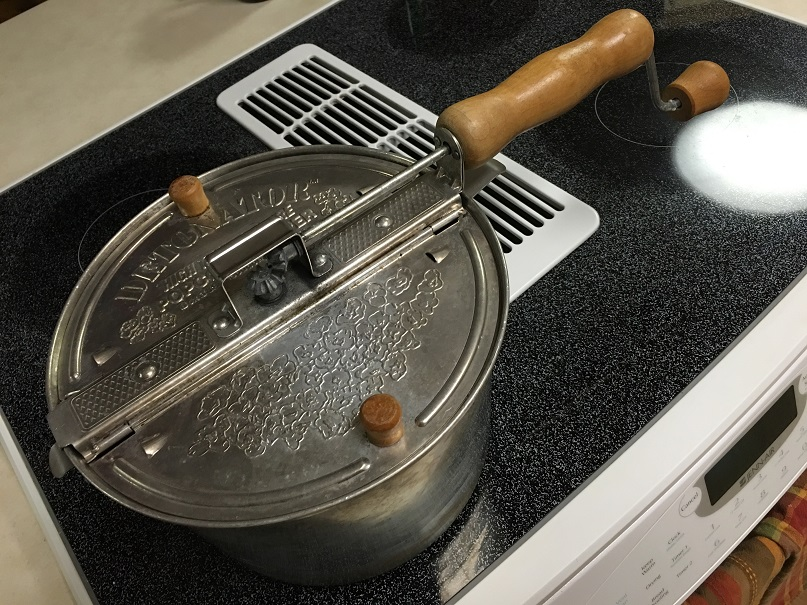
آلة فشار تُستخدم على الموقد من نوع "ديتونيتر"

تتضمن بعض آلات الفشار التي تُستخدم على الموقد مثل "الديتونيتر" و"ويرلي بوب" و"Theater II" و"Sweet & Easy" قدرًا يحتوي على شفرة تحريك يدوية، تساعد على تجنب احتراق الحبوب في القاع، وتتيح — ضمن ظروف محددة — صنع فشار محلى بإضافة السكر إلى الحبوب قبل تفجيرها.
أما بعض الآلات الأخرى مثل "Atom Pop" و"Apollo Popper" فلها مساحة سطحية صغيرة جدًا عند القاع، مما يجعل الحبوب المتفجرة تبتعد عن مصدر الحرارة تلقائيًا دون الحاجة إلى تحريك.
في عام 1978، قدمت شركة بريستو جهاز "Popcorn Pumper" للاستخدام المنزلي، والذي يستخدم الهواء الساخن المنبعث من الأسفل لتفجير الحبوب، مما يقلل من الدهون والسعرات الحرارية، كما أنه أسرع وأسهل من الطرق التقليدية التي تعتمد على المقلاة والزيت.
كما توجد أنواع منزلية أخرى تتكون من صينية دائرية مدفأة كهربائيًا، مزودة بذراع تحريك آلية، يُوضع فيها الزيت والذرة، وتُغطى بغطاء على شكل قبة غالبًا ما يُستخدم كوعاء للتقديم أيضًا.
في حوالي عام 1974، طرحت شركة "بيلسبري" فشار الميكروويف للبيع عبر آلات البيع الذاتي؛ ومع ازدياد مبيعات أفران الميكروويف، تم توفير المنتج في محلات السوبرماركت. وقد قللت هذه الخطوة من الحاجة إلى جهاز مطبخ مستقل لصنع الفشار، وأصبح معظم المستهلكين يفضلون الآن شراء أكياس فشار الميكروويف الجاهزة بدلًا من استخدام آلات منزلية.
ولتحسين النكهة والملمس وفترة الصلاحية في الفشار المعبأ مسبقًا، بدأت بعض الشركات في إضافة مواد مثل الدياسيتيل وPFOA والدهون المتحولة إلى العبوات، مما أثار القلق لدى المستهلكين المهتمين بالصحة.[بحاجة لمصدر]

## معرض صور

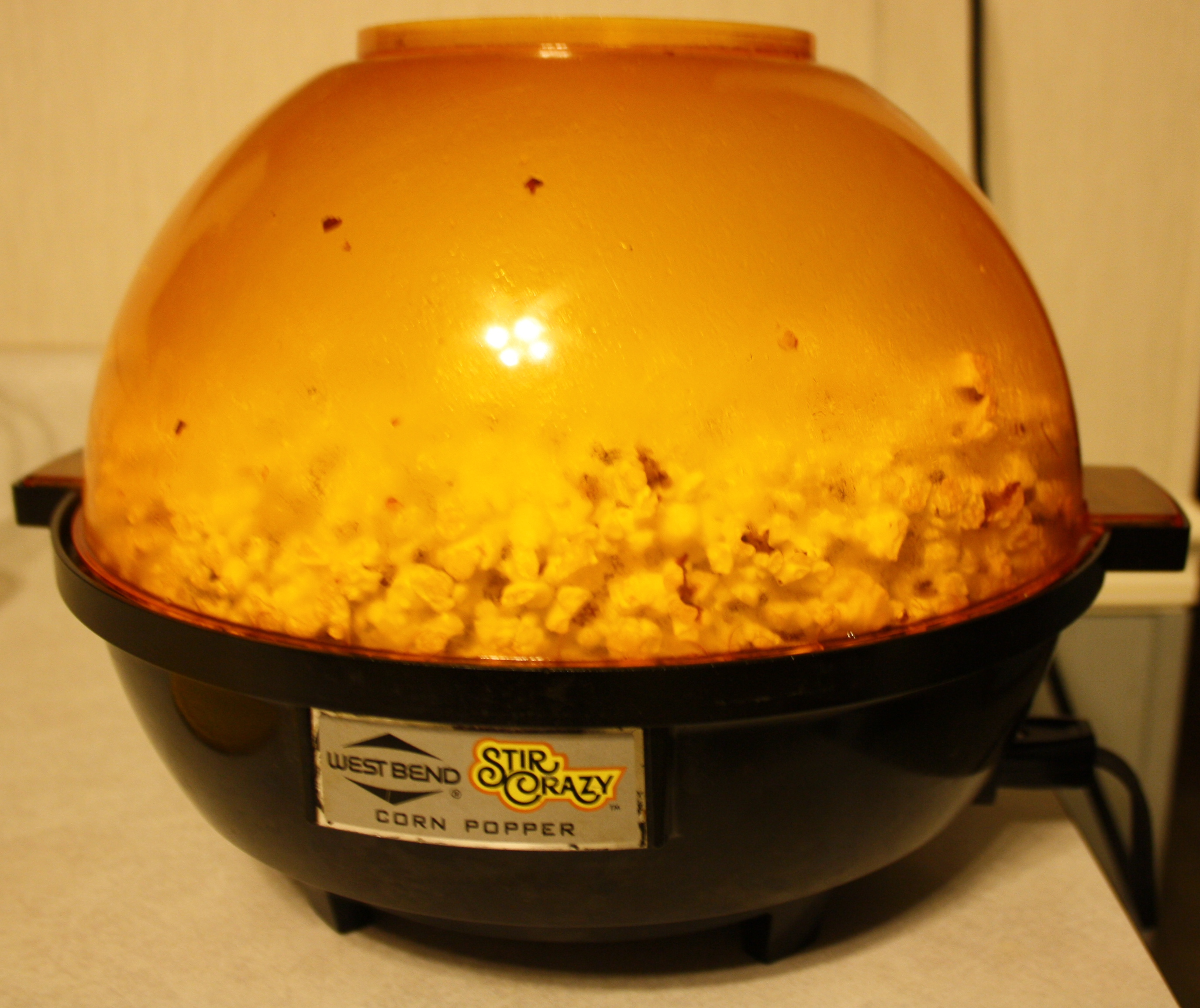
آلة "Stir Crazy" لصنع الفشار
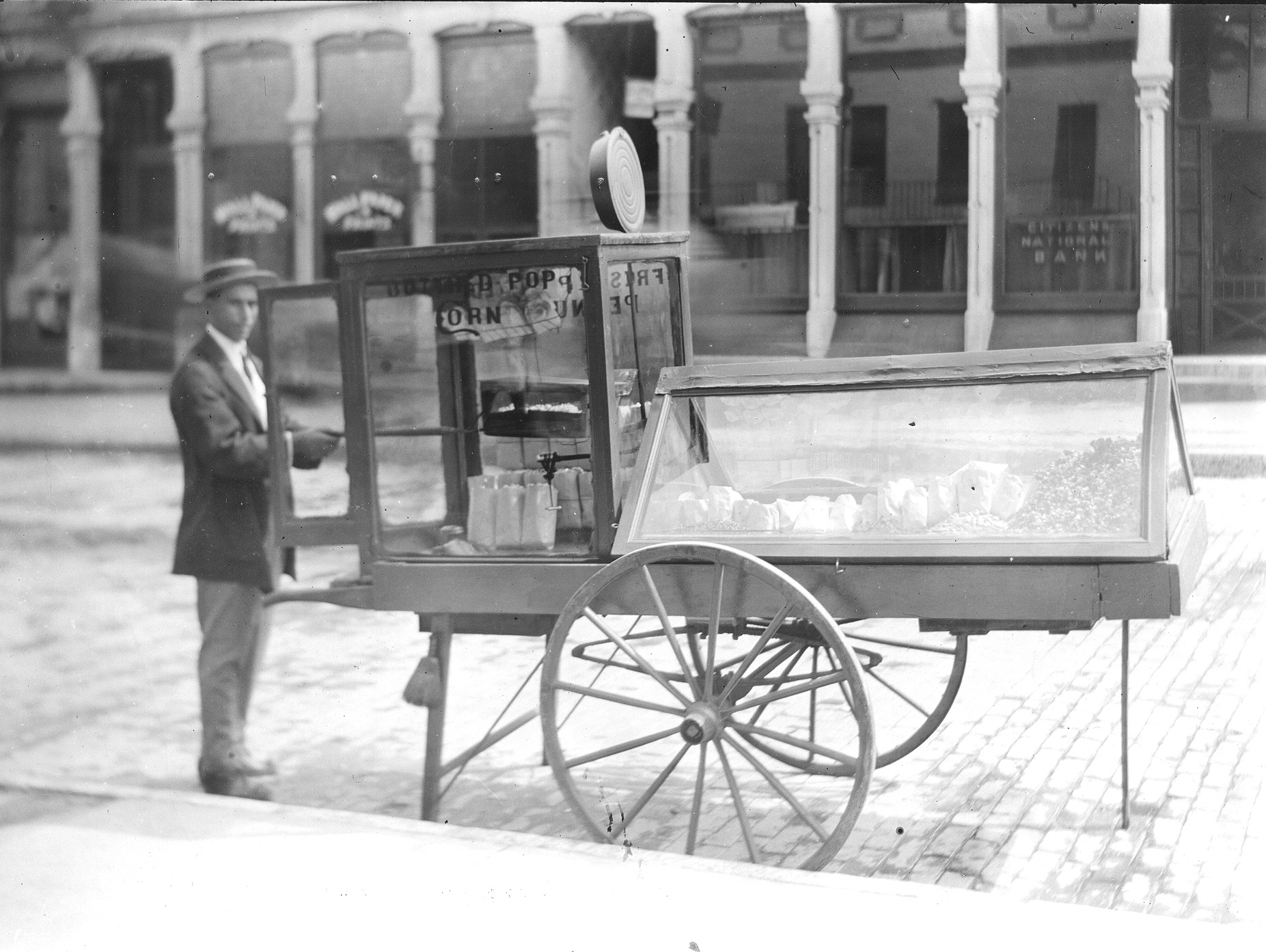
بائع فشار في باريس، إلينوي، بتاريخ 3 أغسطس 1912
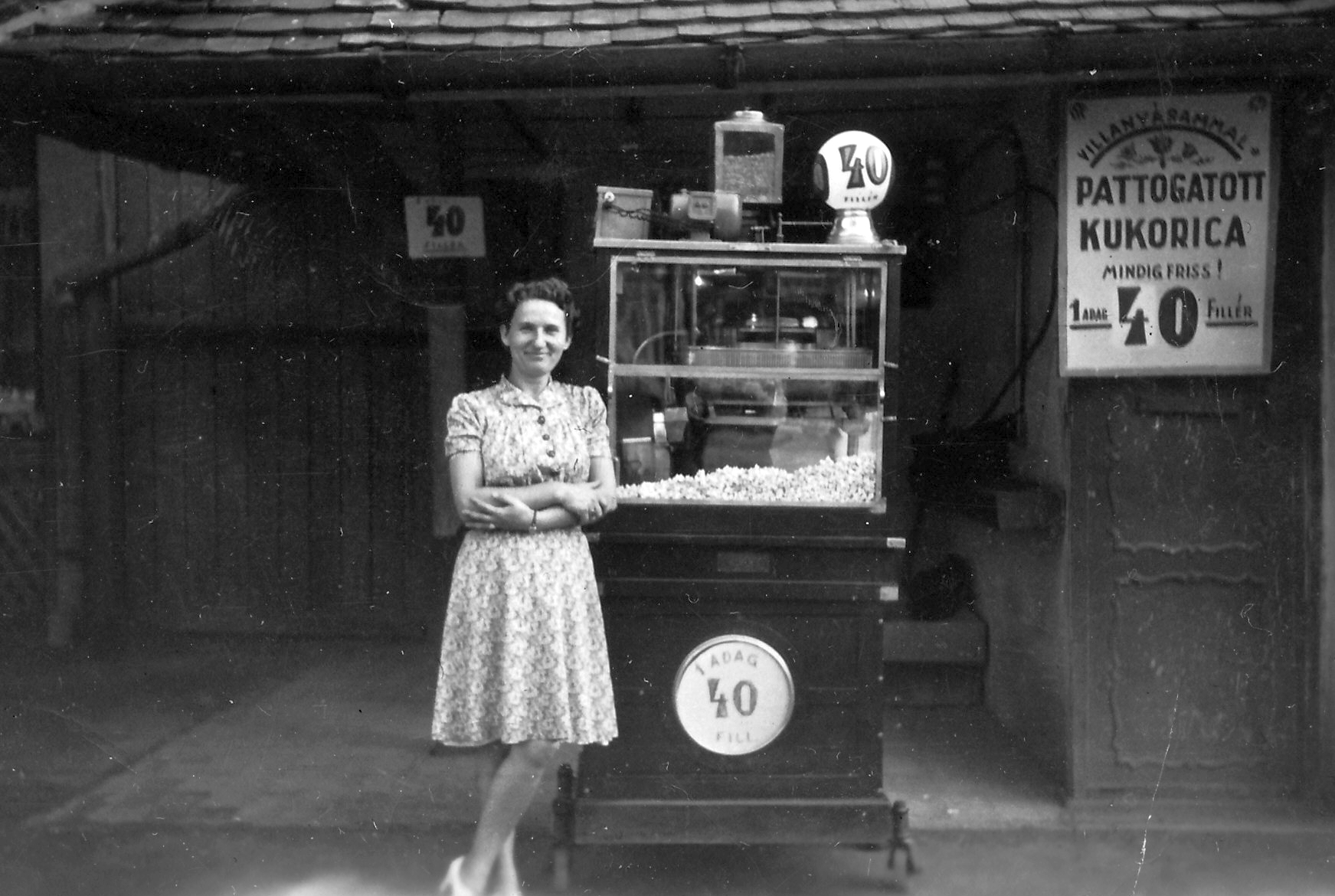
آلة فشار تجارية في أربعينيات القرن العشرين
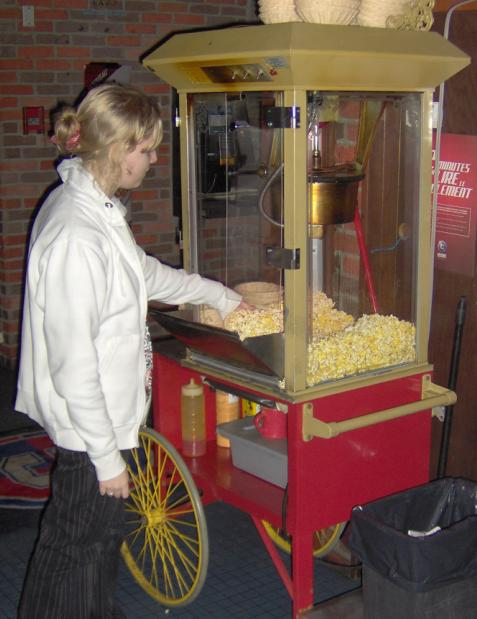
عربة بيع فشار حديثة
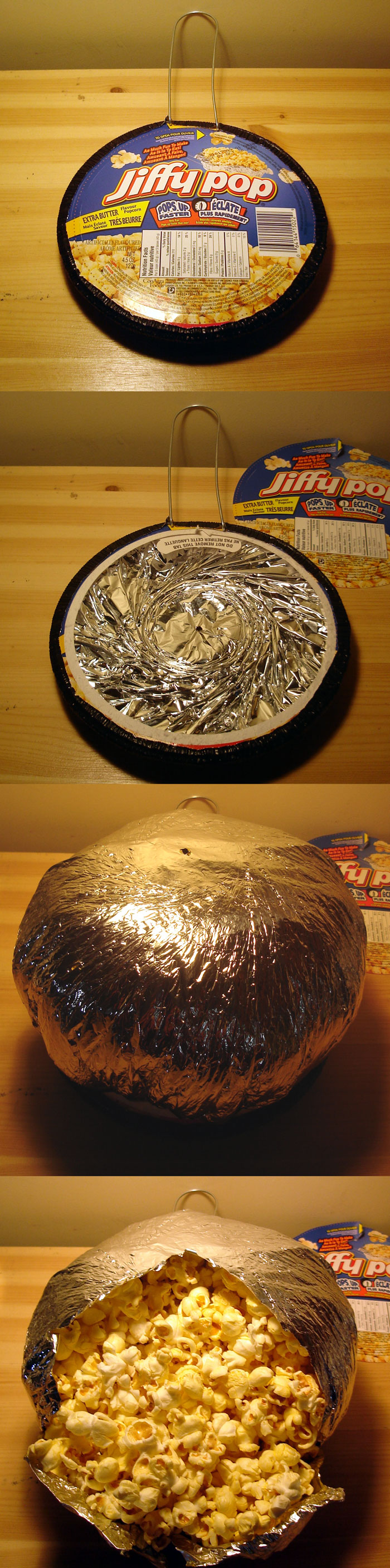
فشار Jiffy Pop، عبوة استخدام واحد
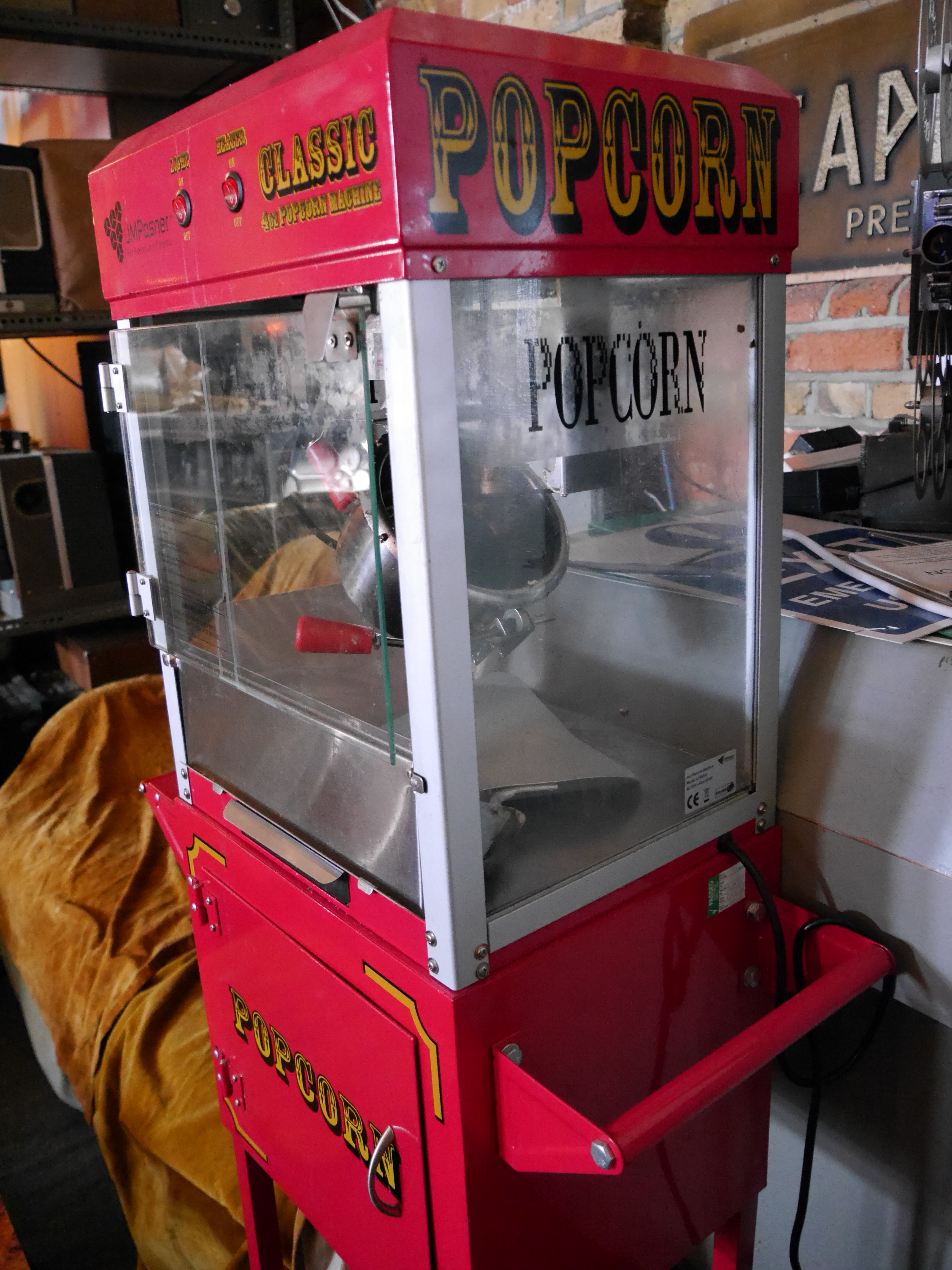
آلة فشار قديمة في دار سينما، متحف السينما (لندن)
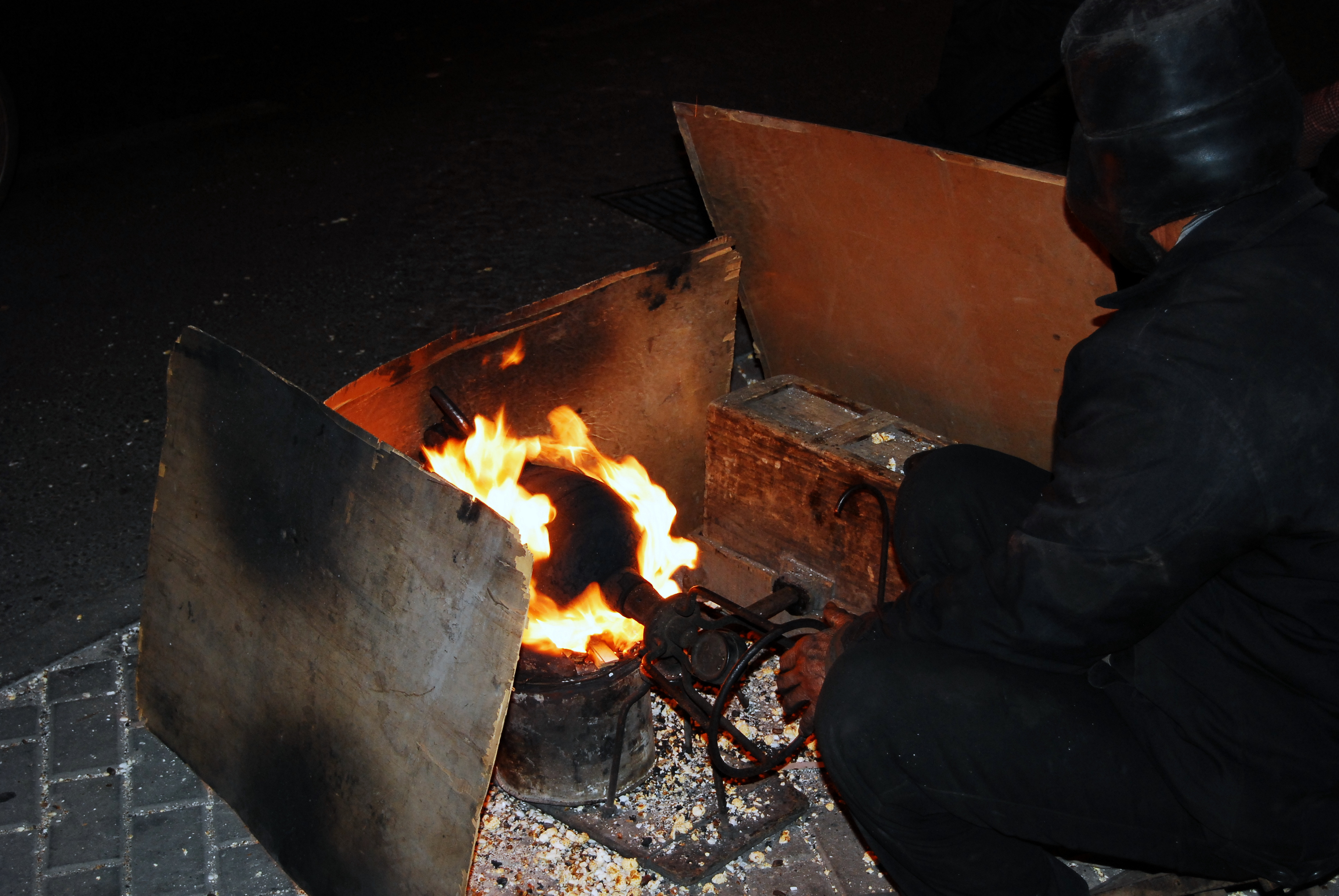
صنع الفشار باستخدام "مدفع الفشار"